# State of Play (Videoserie)
State of Play ist Serie von Videos, die von Sony Interactive Entertainment produziert werden, um kommende Videospiele für die PlayStation 4, PlayStation 5, PlayStation VR und PlayStation VR2 anzukündigen.

## Geschichte
Das Format wurde von Sony im März 2019 eingeführt, um auf eine neue Weise mit Verbrauchern digital und direkt zu interagieren, ähnlich wie es Nintendo zuvor mit der Nintendo Direct getan hat. Diese Initiative stellt eine Veränderung in der Marketingstrategie von Sony dar, da sie sich von großen Branchenveranstaltungen wie der Electronic Entertainment Expo abwenden und stattdessen auf ein kontrollierteres und digitales Präsentationsformat setzen.

## Format
Die Übertragungen variieren in Länge und Inhalt, beinhalten jedoch in der Regel eine Mischung aus Ankündigungen neuer Videospiele, Gameplay-Material, Updates zu bereits angekündigten Titeln und gelegentlich neue Hardware-Ankündigungen. Sie sind auf Video- und Live-Streaming-Plattformen wie YouTube und Twitch verfügbar. Gelegentlich findet auch die sogenannte PlayStation Showcase statt, bei dem neue First-Party-Titel ihrer internen PlayStation Studios angekündigt werden. In letzter Zeit begann Sony jedoch, solche neue Titel auch in regulären State of Plays anzukündigen.

## Liste der Übertragungen
Zusätzlich zu den State of Play-Übertragungen sind auch weitere digitale PlayStation-Events aufgeführt. Die aufgelisteten Videospiele sind in der Reihenfolge aufgeführt, in der sie während der jeweiligen Übertragung präsentiert wurden.
| Titel                                     | Datum         | Länge                             | Inhalt | Beleg                              |
| ----------------------------------------- | ------------- | --------------------------------- | --- | ---------------------------------- |
| State of Play                             | 25. März 2019 | 19 Minuten, 49 Sekunden           | Iron Man VR, Crash Team Racing Nitro-Fueled, No Man's Sky, ReadySet Heroes, Blood & Truth, Observation, Five Nights at Freddy's: Help Wanted, Concrete Genie, Days Gone, Mortal Kombat 11 | [ 4 ] [ 5 ] [ 6 ]                  |
| State of Play                             | 9. Mai 2019   | 13 minutes                        | Monster Hunter World: Iceborne, Riverbond, Predator: Hunting Grounds, MediEvil, Away: The Survival Series, Final Fantasy VII Remake | [ 7 ] [ 8 ] [ 9 ]                  |
| State of Play                             | 24. Sep. 2019 | 21 Minuten, 41 Sekunden           | Humanity, Call of Duty: Modern Warfare, Wattam, Arise: A Simple Story, L.A. Noire: The VR Case Files, MediEvil, Civilization VI, Afterparty, The Last of Us Part II | [ 10 ] [ 11 ] [ 12 ]               |
| State of Play                             | 10. Dez. 2019 | 22 Minuten, 43 Sekunden           | Untitled Goose Game, Spellbreak, Dreams, Superliminal, Paper Beast, Kingdom Hearts III Re Mind, Predator: Hunting Grounds, Babylon's Fall, Resident Evil 3, Ghost of Tsushima | [ 13 ] [ 14 ] [ 15 ]               |
| Ghost of Tsushima – State of Play         | 14. Mai 2020  | 18 Minuten, 40 Sekunden           | Ghost of Tsushima | [ 16 ] [ 17 ] [ 18 ]               |
| The Last of Us Part II – State of Play    | 27. Mai 2020  | 23 Minuten, 33 Sekunden           | The Last of Us Part II | [ 19 ] [ 20 ] [ 21 ]               |
| PS5 – The Future of Gaming Show           | 11. Juni 2020 | 1 Stunde, 14 Minuten, 24 Sekunden | Grand Theft Auto V, Spider-Man: Miles Morales, Gran Turismo 7, Ratchet & Clank: Rift Apart, Project Athia, Stray, Returnal, Sackboy: A Big Adventure, Destruction AllStars, Kena: Bridge of Spirits, Goodbye Volcano High, Oddworld: Soulstorm, Ghostwire: Tokyo, Jett: The Far Shore, Godfall, Solar Ash, Hitman 3, Astro's Playroom, Little Devil Inside, NBA 2K21, Bugsnax, Demon's Souls, Deathloop, Resident Evil Village, Pragmata, Horizon Forbidden West | [ 22 ] [ 23 ] [ 24 ]               |
| State of Play                             | 6. Aug. 2020  | 42 Minuten, 36 Sekunden           | Crash Bandicoot 4: It's About Time, Hitman 3, Braid, The Pathless, Spelunky 2, Genshin Impact, Aeon Must Die, Anno: Mutationem, Bugsnax, Vader Immortal: A Star Wars VR Series, Control: AWE, Auto Chess, The Pedestrian, Hood: Outlaws & Legends, Temtem, Godfall | [ 25 ] [ 26 ] [ 27 ]               |
| PlayStation 5 Showcase                    | 16. Sep. 2020 | 47 Minuten, 52 Sekunden           | Final Fantasy XVI, Spider-Man: Miles Morales, Hogwarts Legacy, Call of Duty: Black Ops Cold War, Resident Evil Village, Deathloop, Devil May Cry 5: Special Edition, Oddworld: Soulstorm, Five Nights at Freddy's: Security Breach, Demon's Souls, Fortnite Battle Royale, God of War Ragnarök | [ 28 ] [ 29 ] [ 30 ]               |
| Demon’s Souls – State of Play             | 7. Nov. 2020  | 12 Minuten, 12 Sekunden           | Demon's Souls | [ 31 ] [ 32 ] [ 33 ]               |
| State of Play                             | 25. Feb. 2021 | 31 Minuten, 52 Sekunden           | Crash Bandicoot 4: It’s About Time, Returnal, Knockout City, Sifu, Solar Ash, Five Nights at Freddy's: Security Breach, Oddworld: Soulstorm, Kena: Bridge of Spirits, Deathloop, Final Fantasy VII Remake Intergrade | [ 34 ] [ 35 ] [ 36 ]               |
| State of Play                             | 29. Apr. 2021 | 22 Minuten, 27 Sekunden           | Subnautica: Below Zero, Among Us, Ratchet & Clank: Rift Apart | [ 37 ] [ 38 ] [ 39 ] [ 40 ] [ 41 ] |
| Horizon Forbidden West – State of Play    | 27. Mai 2021  | 19 Minuten, 10 Sekunden           | Horizon Forbidden West | [ 42 ] [ 43 ] [ 44 ]               |
| State of Play                             | 8. Juli 2021  | 31 Minuten, 43 Sekunden           | Moss: Book II, Arcadegeddon, Tribes of Midgard, F.I.S.T.: Forged In Shadow Torch, Hunter's Arena: Legends, Sifu, Jett: The Far Shore, Demon Slayer: Kimetsu no Yaiba – The Hinokami Chronicles, Lost Judgment, Death Stranding Director’s Cut, Deathloop | [ 45 ] [ 46 ] [ 47 ]               |
| PlayStation Showcase 2021                 | 9. Sep. 2021  | 42 minutes                        | Star Wars: Knights of the Old Republic — Remake, Stellar Blade, Tiny Tina's Wonderlands, Forspoken, Tom Clancy's Rainbow Six Extraction, Alan Wake Remastered, Grand Theft Auto V, Ghostwire: Tokyo, Marvel's Guardians of the Galaxy, Vampire: The Masquerade – Bloodhunt, Deathloop, Tchia, Uncharted: Legacy of Thieves Collection, Marvel's Wolverine, Gran Turismo 7, Marvel's Spider-Man 2, God of War Ragnarök | [ 48 ] [ 49 ] [ 50 ]               |
| State of Play                             | 27. Okt. 2021 | 22 Minuten, 32 Sekunden           | Deathverse: Let It Die, We Are OFK, Bugsnax: The Isle of BIGsnax, Five Nights at Freddy's: Security Breach, Death's Door, KartRider: Drift, King of Fighters XV, First Class Trouble, Star Ocean: The Divine Force, Little Devil Inside | [ 51 ] [ 52 ] [ 53 ]               |
| Gran Turismo 7 – State of Play            | 2. Feb. 2022  | 31 Minuten, 59 Sekunden           | Gran Turismo 7 | [ 54 ] [ 55 ] [ 56 ]               |
| State of Play                             | 9. März 2022  | 21 Minuten, 42 Sekunden           | Exoprimal, Ghostwire: Tokyo, Stranger of Paradise: Final Fantasy Origin, Forspoken, Gundam Evolution, Teenage Mutant Ninja Turtles: The Cowabunga Collection, GigaBash, JoJo's Bizarre Adventure: All Star Battle R, Trek to Yomi, Returnal: Ascension, The DioField Chronicle, Valkyrie Elysium | [ 57 ] [ 58 ] [ 59 ]               |
| Hogwarts Legacy – State of Play           | 17. März 2022 | 22 Minuten, 28 Sekunden           | Hogwarts Legacy | [ 60 ] [ 61 ] [ 62 ]               |
| State of Play                             | 2. Juni 2022  | 28 Minuten, 34 Sekunden           | Resident Evil 4, Resident Evil Village VR Mode, The Walking Dead: Saints & Sinners – Chapter 2: Retribution, No Man’s Sky, Horizon Call of the Mountain, Marvel's Spider-Man Remastered, Stray, The Callisto Protocol, Rollerdrome, Eternights, Street Fighter 6, Tunic, Season: A Letter to the Future, Final Fantasy XVI | [ 63 ] [ 64 ] [ 65 ]               |
| State of Play                             | 13. Sep. 2022 | 22 Minuten, 12 Sekunden           | Tekken 8, Star Wars: Tales from the Galaxy’s Edge – Enhanced Edition, Demeo, Like a Dragon: Ishin, Hogwarts Legacy, Pacific Drive, Synduality, Stellar Blade, Rise of the Ronin, God of War Ragnarök | [ 66 ] [ 67 ] [ 68 ]               |
| State of Play                             | 23. Feb. 2023 | 43 Minuten, 50 Sekunden           | The Foglands, Green Hell VR, Synapse, Journey to Foundation, Before Your Eyes, Destiny 2: Lightfall, Tchia, Humanity, Goodbye Volcano High, Naruto X Boruto Ultimate Ninja Storm Connections, Baldur's Gate 3, Wayfinder, Street Fighter 6, Resident Evil 4, Suicide Squad: Kill the Justice League | [ 69 ] [ 70 ] [ 71 ]               |
| Final Fantasy XVI – State of Play         | 13. Apr. 2023 | 25 Minuten, 19 Sekunden           | Final Fantasy XVI | [ 72 ] [ 73 ] [ 74 ]               |
| PlayStation Showcase 2023                 | 24. Mai 2023  | 1 Stunde, 12 Minuten, 29 Sekunden | FairGame$, Helldivers 2, Immortals of Aveum, Ghostrunner 2, Phantom Blade Zero, Sword of the Sea, The Talos Principle 2, Neva, Cat Quest: Pirates of the Purribean, Foamstars, The Plucky Squire, Teardown, Metal Gear Solid Delta: Snake Eater, Towers of Aghasba, Final Fantasy XVI, Alan Wake 2, Assassin's Creed Mirage, Revenant Hill, Granblue Fantasy: Relink, Street Fighter 6, Ultros, Tower of Fantasy, Dragon's Dogma 2, Five Nights at Freddy's: Help Wanted 2, Resident Evil 4 VR Mode, Arizona Sunshine 2, Crossfire: Sierra Squad, Synapse, Beat Saber, Marathon, Destiny 2: The Final Shape, Concord, Marvel's Spider-Man 2                                            | [ 75 ] [ 76 ] [ 77 ]               |
| State of Play                             | 14. Sep. 2023 | 27 Minuten, 17 Sekunden           | Baby Steps, Roblox, Ghostbusters: Rise of the Ghost Lord, Resident Evil 4: Separate Ways, Avatar: Frontiers of Pandora, Ghostrunner 2, Helldivers 2, Marvel's Spider-Man 2, Tales of Arise: Beyond The Dawn, Honkai: Star Rail, Foamstars, Final Fantasy VII Rebirth | [ 78 ] [ 79 ] [ 80 ]               |
| State of Play                             | 31. Jan. 2024 | 42 Minuten, 56 Sekunden           | Helldivers 2, Stellar Blade, Sonic X Shadow Generations, Zenless Zone Zero, Foamstars, Dave the Diver, V Rising, Silent Hill: The Short Message, Silent Hill 2, Judas, Metro Awakening VR, Legendary Tales, Dragon's Dogma 2, Rise of the Ronin, Until Dawn, Death Stranding 2: On the Beach, Physint | [ 81 ] [ 82 ] [ 83 ]               |
| Final Fantasy VII Rebirth – State of Play | 6. Feb. 2024  | 19 Minuten, 19 Sekunden           | Final Fantasy VII Rebirth | [ 84 ] [ 85 ] [ 86 ]               |
| State of Play                             | 30. Mai 2024  | 35 Minuten, 31 Sekunden           | Concord, God of War Ragnarök, Dynasty Warriors: Origins, Infinity Nikki, Ballad of Antara, Behemoth, Alien: Rogue Incursion, Marvel Rivals, Where Winds Meet, Until Dawn, Path of Exile 2, Silent Hill 2, Monster Hunter Wilds, Astro Bot | [ 87 ] [ 88 ] [ 89 ]               |
| State of Play                             | 24. Sep. 2024 | 39 Minuten, 30 Sekunden           | Astro Bot, The Midnight Walk, Hell Is Us, Metro Awakening VR, ArcheAge Chronicles, Palworld, Lunar Remastered Collection, Teenage Mutant Ninja Turtles: Shredder's Revenge, Sonic X Shadow Generations, Fantasian Neo Dimension, Dragon Age: The Veilguard, Alan Wake 2: The Lake House, Hitman World of Assassination VR Mode, Legacy of Kain: Soul Reaver 1 & 2 Remastered, Fear the Spotlight, Towers of Aghasba, Lego Fortnite, Dynasty Warriors: Origins, Monster Hunter Wilds, Lego Horizon Adventures, Horizon Zero Dawn Remastered, Stellar Blade, Ghost of Yotei | [ 90 ] [ 91 ] [ 92 ]               |
| State of Play                             | 12. Feb. 2025 | 46 Minuten, 40 Sekunden           | Monster Hunter Wilds, Shinobi: Art of Vengeance, Sonic Racing: CrossWorlds, Digimon Time Stranger, Lost Soul Aside, Like a Dragon: Pirate Yakuza in Hawaii, Dave the Diver: Ichiban’s Holiday, Splitgate 2, WWE 2K25, Borderlands 4, Split Fiction, Directive 8020, Five Nights At Freddy’s: Secret of the Mimic, The Midnight Walk, Darwin’s Paradox!, Warriors: Abyss, Onimusha 2: Samurai's Destiny, Onimusha: Way of the Sword, Metal Gear Solid Delta: Snake Eater, Hell Is Us, Lies of P: Overture, Dreams of Another, Days Gone Remastered, Stellar Blade, Lost Records: Bloom & Rage - Tape 1, Blue Prince, Abiotic Factor, Tides of Annihilation, Metal Eden, MindsEye, Saros | [ 93 ] [ 94 ] [ 95 ]               |
| Borderlands 4 – State of Play             | 30. Apr. 2025 | 20 Minuten, 36 Sekunden           | Borderlands 4 | [ 96 ] [ 97 ] [ 98 ]               |
| State of Play                             | 4. Juni 2025  | 55 Minuten, 1 Sekunde             | Lumines Arise, Pragmata, Romeo is a Dead Man, Silent Hill f, Bloodstained: The Scarlet Engagement, Digimon Story: Time Stranger, Final Fantasy Tactics: The Ivalice Chronicles, Baby Steps, Hirogami, Everybody's Golf Hot Shots, Ninja Gaiden: Ragebound, Cairn, Mortal Kombat Legacy Kollection, Metal Gear Solid Delta: Snake Eater, Nioh 3, Thief VR: Legacy of Shadow, Tides of Tomorrow, Astro Bot, Sea of Remnants, Sword of the Sea, FBC: Firebreak, 007 First Light, Ghost of Yōtei, Marvel Tōkon: Fighting Souls | [ 99 ] [ 100 ] [ 101 ]             |
| Ghost of Yōtei – State of Play            | 10. Juli 2025 | 19 Minuten, 12 Sekunden           | Ghost of Yōtei | [ 102 ] [ 103 ]                    |